# Списак истакнутих породица у Кнежевини и Краљевини Србији
Списак најистакнутијих српских породица у Кнежевини и Краљевини Србији јесте списак породица које су својим учешћем у обнови и изградњи српске државе имале значајан утицај на државну и друштвену историју Србије у деветнаестом веку, односно у периоду од 1804. године до 1914. године.

## Породице знаменитих личности Првог и Другог српског устанка

### Краљевске породице
- Карађорђевићи

- Обреновићи

По српским кнегињама преци краљевских породица су Ненадовићи, Миловановићи, Петровићи-Његош, Вукомановићи, Богићевићи (породица), Константиновићи. Преко Зорке Карађорђевић рођ. Петровић-Његош, преци краљевског дома Карађорђевића су и сердарске гране породица Вукотићи са Чева, Мартиновића, Врбица и Вучинић.

### Породице Карађорђевих потомака
Карађорђеви потомци су краљевски дом Карађорђевића, породица Карађорђевог најстаријег сина Алексе Карађорђевића, породице Карађорђевих кћерки и унука.
Карађорђев старији син био је Алекса Карађорђевић. Међутим, наследник је био млађи син кнез Александар Карађорђевић који је 1842. године постао кнез Србије.
Руски гардијски поручник Алекса Карађорђевић је са Маријом Трокин, кћерком пуковника Николаја Трокина, маршала дворјанства (племства) имао сина — јединца потпуковника Ђорђа Карађорђевића, који је са Саром, кћерком мајора Мише Анастасијевића и Христине Урошевић имао синове Алексу Карађорђевића (1858—1920) и Божидара Карађорђевића (1861—1908). Нема потомства.
- Пљакићи

Породица Саве Карађорђевић, Карађорђеве кћерке и карановачког војводе Антонија Ристића прозваног Пљакић. 
- Павловићи

Породица Марије Пљакић, кћерке Саве Карађорђевић, Карађорђеве кћерке и војводе Антонија Ристића прозваног Пљакић, и 
пешадијског капетана Антонија Павловића.
- Кара-Марковићи

Породица Саре Карађорђевић, Карађорђеве кћерке и војводе Николе Кара-Марковића.
- Пешике

Породица Коче Дуке-Пешике из Београда и Катарине Кара-Марковић, кћерке војводе Николе Кара-Марковића из Луњевице, рудничка нахија и Саре Карађорђевић, Карађорђеве кћерке. 
- Бојанићи

Породица Саре Карађорђевић, Карађорђеве кћерке и Теодора Тоше Бојанића, барјактара војводе поп Луке Лазаревића. 
- Богатинчевићи

Породица Теодора Теје Богатинчевића, трговца из Шапца и Јелене — Јелке Бојанић, кћерке Теодора Тоше Бојанића, барјактара војводе поп Луке Лазаревића и Саре Карађорђевић, Карађорђеве кћерке. 
- Радоичићи

Породица Стевана Радоичића, члана београдског суда и Надежде Бојанић, кћерке Теодора Тоше Бојанића, барјактара војводе поп Луке Лазаревића и Саре Карађорђевић, Карађорђеве кћерке. 
- Стојадиновићи

Породица пешадијског мајора Димитрија Стојадиновића и Стане Бојанић, кћерке Теодора Тоше Бојанића, барјактара војводе поп Луке Лазаревића и Саре Карађорђевић, Карађорђеве кћерке. 
- Миловановићи из Ботуње

Породица војводе београдске посаде Јовице Миловановића, братанца војводе Младена Миловановића и Полексије Поле Карађорђевић, Карађорђеве кћерке. 
- Ристићи

Породица Стаменке Карађорђевић, Карађорђеве кћерке и руског кирасирског коњичког поручника Димитрија Ристића. Њихова деца су Кузман Ристић, официр војске Србије и Јелена Ристић која се удала за Ђорђа Радојловића. 
- Чарапићи

Породица Стаменке Карађорђевић, Карађорђеве кћерке и грочанског војводе и првог управника београдске општине, односно градоначелника Београда Илије Чарапића, сина грочанског војводе Васе Чарапића. 
- Радојловићи

Породица Ђорђа Радојловића, казначеја у Београду и Јелене Ристић, кћерке руског кирасирског коњичког поручника Димитрија Ристића и Стаменке Карађорђевић, Карађорђеве кћерке.
- Николајевићи

Породица Полексије Карађорђевић (1833—1914), кћерке кнеза Александра Карађорђевића и Персиде рођ. Ненадовић удате за
Константина Николајевића (1821—1877), начелника кнежеве канцеларије, капућехаје (посланика) у Цариграду и министра унутрашњих послова и просвете и 
- Петронијевићи

Породица Клеопатре Карађорђевић (1835—1855), кћерке кнеза Александра Карађорђевића и Персиде рођ. Ненадовић, удате за
Милана Петронијевића, капућехаје (посланика) у Цариграду, посланика у Берлину, сина Аврама Петронијевића, намесника кнежевског достојанства.
- Симићи

Породица Јелене Карађорђевић (1846—1867) ), кћерке кнеза Александра Карађорђевића и Персиде рођ. Ненадовић, удате за Ђорђа Симића (Београд 1843, — Земун 1921), кнежевског представника (председника владе), сина Стојана Симића. Нема потомства.

### Породице Књаз Милошевих потомака
Књаз Милошеви потомци су кнежевски и краљевски дом Обреновића, потомци његове браће господара Јована и Јеврема и кћерки Петрије Бајић рођ. Обреновић и Јелисавете (Савке) Николић рођ. Обреновић, који су, према Уставу, имали право на престо, као и призната и непризната незаконита (ванбрачна) деца. Кнез Милош је у Хатишериф и Уставе укључио искључиво потомство два брата и по оцу и по мајци, односно Теодоровиће-Обреновиће — Јована и Јеврема.
Књаз Милошеви потомци по кћеркама 
Књаз Милошеви потомци по кћеркама Петрији Бајић рођ. Обреновић и Јелисавети (Савке) Николић рођ. Обреновић, били су, према Уставу, могући наследници престола Србије, у случају да без мушког потомства остану кнез Милош и његов средњи брат господар Јован Обреновић и најмлађи брат господар Јеврем Обреновић.
- Бајићи и Хаџи-Бајићи од Варадије

Породица Петрије Бајић, рођ. Обреновић, најстарије кћерке књаза Милоша и Теодора Бајића из Земуна. 
- Николићи од Рудне

Породица Јелисавете (Савке) Обреновић, друге по рођењу кћерке књаза Милоша и Јована Николића од Рудне.
Потомци господара Јеврема Обреновића
Потомци господара Јеврема Обреновића су кнежевски и краљевски дом Обреновића, односно његов унук кнез и краљ Милан и праунук краљ Александар Обреновић, краљевски дом Петровић Његош, породица кнеза Мирка Петровића Његоша и потомство кћерки господара Јеврема. 
- Краљ Милан Обреновић

После смрти синова кнеза Милоша Обреновића, кнеза Милана Обреновића и кнеза Михаила Обреновића 1868, на престо је дошао унук господара Јеврема Обреновића Милан Обреновић.
Милош Обреновић, син господара Јеврема Обреновића и госпође Томаније Обреновић, кћерке војводе јадранског Антонија Богићевића је са Маријом Катарџи имао сина — јединца Милана Обреновића. 
- Краљевски дом Петровић Његош

Потомци господар Јеврема Обреновића су потомци црногорске краљевске куће Петровић Његош. Праунука господара Јеврема Обреновића, по кћерки Анки Константиновић, Наталија Константиновић била је удата за кнеза Мирка Петровића Његоша, војводе Грахова и Зете, руског кандидата за српски престо 1903. Имали су пет синова Стефана, Станислава, Михаила, Павла и Емануила.
- Константиновићи

Константиновићи воде порекло од Александра Константиновића и Анке Константиновић рођ. Обреновић, кћерке господар Јеврема Обреновића брата кнеза Милоша. Из породице Константиновић која је била у најближем сродству са Обреновићима су Анка Константиновић, рођ. Обреновић, Катарина Блазнавац, рођ. Константиновић вереница кнеза Михаила, касније удата за генерала Миливоја Петровића Блазнавца, пуковник Александар Константиновић, командант Краљеве гарде, чија кћерка је кнегиња Наталија Петровић — Његуш. 
- Блазнавци

После смрти кнеза Михаила, Катарина Константиновић удала се за генерала Миливоја Блазнавца. Имали су двоје деце Војислава Блазнавца и Милицу. 
- Богићевићи

После смрти генерала Миливоја Блазнавца Катарина се други пут удала за Михаила Богићевића (1843-1899), унука војводе Антонија Богићевића, и њеног блиског рођака. 
- Хадије

Константин Хадија унук Константина Хадије оженио се Јелком, кћерком господара Јеврема Обреновића. Син се звао Милош по кнезу Милошу, а кћерка Марија. Нема потомства.
- Германи

Кћерка господара Јеврема Обреновића и Томаније Обреновић Симона (Симка) била је удата за Јована Германа, из породице књаз Милошевих блиских сарадника и банкара Михаила и Јована Германа. Породица је грчког порекла.
После преране смрти Симеоне Герман, рођ. Обреновић, њена сестра Анка Константиновић, рођ. Обреновић добила је дете са мужем своје покојне сестре, кћерку којој су исто дали име Симеона, a која је касније живела у Румунији, где је била удата за министра Александра Лаховарија из румунске бољарске породице грчког порекла.
Потомци господара Јована Обреновића
Господар Јован Обреновић, средњи брат кнеза Милоша, није имао мушких потомака, па је после смрти кнеза Михаила, престо Кнежевине Србије, наследио, у складу са Уставом, једини мушки потомак најмлађег кнез Милошевог брата господара Јеврема Обреновића, Милан Обреновић. Господар Јован у првом браку са Круном Михајловић није имао деце, а у другом браку са Аном Јоксић имао је кћерку Анастазију која се удала за Теодора Алексића од Мајне, са којим је имала две кћерке Евелину и Марију, као и кћерку Јермилу удату за артиљеријског капетана Николу Чупића, унука војводе Стојана Чупића, оснивача Чупићеве задужбине, са којим је имала једног сина, који је добио име Јован по господар Јовану. 
- Алексићи од Мајне

Породица Теодора Алексића од Мајне, сина генерала Јована Алексића од Мајне и Анастасије (Стане) Обреновић, кћерке господар Јована Обреновића. Имали су три кћерке Ану, Евелину и Марију.
- Чупићи

Породица арт. капетана Николе Чупића, унука војводе војводе Стојана Чупића, „Змаја од Ноћаја“ и Јермиле Обреновић, кћерке господара Јована Обреновића. Имали су сина Јована Чупића. Нема Потомства.
Незаконита деца Обреновића
Ниједно од многобројне ванбрачне деце кнеза Милоша није преживело прве године детињства. Књаз Милошева метреса са најистакнутијим статусом била је једино Јеленка Туркиња (касније Јеленка Хербез), коју су звали „Мала Госпођа“ за разлику од његове законите жене „Велике Госпође“ кнегиње Љубице. Кнез Милош је са „Малом Госпођом“ Јеленком имао сина Гаврила, који је живео непуне две године. Јеленку је кнез Милош после удао за свог блиског сарадника Теодора Хербеза, министра (попечитеља) финансија, руског дворјанина. Теодор и Јелена Хербез усвојили су Јеленкину сестричину и удали је за Јеврема Грујића, министра и посланика из породице Грујић. 
- Вероватно је ванбрачни син књаза Милоша био генерал Миливоје Петровић Блазнавац. Његова мајку кнез Милош је удао за Петра, трговца из Блазнаве када је већ била у другом стању. Генерал Миливоје Блазнавац, родоначелник Блазнаваца био је ожењен са Катарином Константиновић, бившом вереницом кнеза Михаила, и унуком господар господара Јеврема.
- Кнез Михаило је имао незаконитог сина са Маријом Бергхауз, кћерком аустријског ветеринара, који се родио 1849. године. Прво име било му је Вилхелм, али је касније прекрштен у Велимира. Био је познати српски добротвор Велимир Михаило Теодоровић. Сахрањен је на Новом Гробљу у Београду. Нема потомства.
- Краљ Милан је са Артемизом Христић, рођ. Јоанидес, женом Милана Христића, секретара посланства у Цариграду, сином Филипа Христића, добио сина Ђорђа Христића Обреновића усвојеника грофа Зичија.
- Кћерка господара Јеврема Обреновића, Анка Константиновић имала је ванбрачну кћерку са Јоаникијем (Јованом) Германом, удовцем њене сестре Симке, по којој су назвали своју кћерку Симеона Герман. Симеона (Симка) Обреновић-Герман, живела је у Румунији, где је била удата за министра Александра Лаховарија из румунске бољарске породице грчког порекла.

### Породице кнегиња и краљица Кнежевине и Краљевине Србије
- Вукомановићи

Породица кнегиње Љубице Обреновић, рођ. Вукомановић, кнез Милошеве жене и мајке кнеза Милана Обреновића и кнеза Михаила Обреновића. 
- Ненадовићи

Породица кнегиње Персиде Карађорђевић, рођ. Ненадовић, кћерке војводе Јеврема Ненадовића и Јованке Миловановић, удате за кнеза Александра Карађорђевића. 
- Хуњади

Породица кнегиње Јулије Обреновић, рођ. Хуњади, супруге кнеза Михаила Обреновића.
- Кешко

Породица краљице Наталије Обреновић, рођ. Кешко, удате за краља Милана Обреновића.
- Луњевице

Породица краљице Драге Обреновић, рођ. Луњевица. 
- Петровић-Његоши

Породица кнегиње Зорке Карађорђевић, рођ. Петровић-Његош, кћерке краља Николе Петровића Његоша мајке краља Александра Карађорђевића

### Породице других предака краљевских домова
По српским кнегињама преци краљевских породица су и (прек Ненадовића, Миловановићи, преко (Петровићи-Његоша, војводе Вукотићи са Чева, Мартиновићи из Бајица, Врбице (породица), војводе Богићевићи. 
- Миловановићи (старином Церовићи из Тушиње, Дробњаци
- Вукотићи са Чева
- Богићевићи (породица)

### Породице војвода, чланова Правитељствујушчег совјета и других истакнутих званичника и старешина[5]
- Ненадовићи

Ненадовићи, пореклом из Мораче, су породично били обор-кнезови у ваљевској нахији, обласни господари, војводе више нахија, председници и чланови Правитељствујушчег совјета. Ненадовићи су по, Персиди Карађорђевић рођ. Ненадовић, мајци краља Петра Карађорђевића, преци и рођаци краљевског дома Карађорђевића. Војвода Јаков Ненадовић је прадеда краља Петра Карађорђевића. 
- Миловановићи из Ботуње

Миловановићи, пореклом Церовићи из Дробњака, су породица господар Младена Миловановића (1760-1823), председника Правитељствујушчег совјета, првог попечитеља (министра) војног, војводе и предводника Карађорђеве политичке опције.
Миловановићи су у двоструком сродству са Карађорђевићима, јер је Младен Миловановић по кћерки Јоки Ненадовић прадеда краља Петра I Карађорђевића, а братанац Младена Миловановића, војвода београдске посаде Јовица Миловановић био је од 1810. ожењен Карађорђевом кћерком Полексијом. 
- Ђурићи

Ђурићи су породица Јанићија Димитријевића Ђурића, вождовог првог секретара. 
- Протићи

Породица Јована Протића из Рама и Пожаревца, члана Правитељствујушчег совјета за пожаревачку нахију. Његов син генерал-мајор Ђорђе Протић, кнежевски представник (председник владе), чија кћерка се удала за сина протојереја Матеје Ненадовића, Светозара Ненадовића.
- Марковићи (породица)

Породица кнеза Симе Марковића из Великог Борка, члана Правитељствујушчег совјета, старешине западне војске 1813. 
- Јанковићи (породица)

Јанковићи воде порекло од Јанка Ђурђевића, члана Правитељствујушчег совјета. Његов син је Паун Јанковић, заступник, (вд) кнежевског представника (председника владе).
- Стојковићи

Породица војводе Миленка Стојковића. 
- Добрњци

Добрњци воде порекло од млавског војводе Петра Теодоровића Добрњца, родом из Добрње, млавске кнежине пожаревачке нахије и његове браће кнеза моравске кнежине Стевана Добрњца и Николе Добрњца. 
- Чарапићи

Породица грочанског војводе Васе Чарапића. 
- Лазаревићи

Породица шабачког војводе Луке Лазаревића. 
- Рашковићи

Породица старовлашког војводе и кнеза Максима Рашковића.
- Грбовићи

Грбовићи су били породично обор-кнезови колубарске кнежине са седиштем у Мратишићу. 
- Карапанџићи

Карапанџићи су били бератлијски нахијски кнезови у тимочкој крајини са седиштем у Неготину. 
- Тодоровићи

Потомци кнеза Теодосија Марићевића из Орашца.
- Станојевићи

Породица и потомци кнеза Станоја из Зеока и кнеза Николе Станојевића. 
- Бирчанин

Бирчани воде порекло од кнеза Илије Бирчанина. 
- Марковићи (Поцерје)

Марковићи, породица кнеза Илије Марковића, члана Правитељствујушчег совјета, и председника Великог народног суда (Врховног суда од 1811) су били обор-кнезови поцерске кнежине шабачке нахије. 
- Момировићи

Момировићи воде порекло од кнеза моравске кнежине пожаревачке нахије Момира Протића из Лучице и његовог сина војводе моравске кнежине пожаревачке нахије Ива Момировића. 
- Стефановићи

Стефановићи воде порекло од обор-кнеза и војвода поречког Јовице Стефановића. Његов син је Стефан Стефановић Тенка, председник државног савета, организатор Тенкине завере.
- Здравковићи

Здравковићи воде порекло од кнеза Милије Здравковића, члана Правитељствујушчег совјета за ћупријску нахију и његовог сина војводе ресавске кнежине ћупријске нахије Милосава Здравковића, ожењеног кћерком војводе ресавске кнежине ћупријске нахије Стевана Синђелића. 
- Поповићи (породица)

Поповићи су породица буковичког протојереја Атанасија, који је заклео и благословио устанике у Орашцу 1804 и његовог братанца Лазара Арсенијевића Баталаке. 
- Хаџићи и Молеровићи

Породица Хаџи Рувима и војводе сокоске нахије Петра Николајевића Молера.
- Смиљанићи

Смиљанићи, пореклом Бујуклићи, воде порекло од китошког војводе протојереја Николе Смиљанића, из Бадовинаца, мачванска кнежина шабачке нахије. 
- Поповићи (Вранић)

Поповићи из Вранића су породица Павла Поповића, члана Правитељствујушчег совјета..
- Цинцар-Јанковићи

Цинцар-Јанковићи воде порекло од војводе пожаревачке нахије и пожаревачке кнежине пожаревачке нахије Цинцар-Јанка Поповића, (1779—1833). Породична крсна слава до 1800. године био је Митровдан, а после Ђуревдан. У XVIII веку њихови преци су свештеници у Охриду и Доњој Белици. Исто порекло има и породица Цинцар-Марковић, јер су војвода Цинцар-Јанко и војвода Цинцар-Марко браћа од стричева.
- Цинцар-Марковићи

Цинцар-Марковићи воде порекло од војводе сокоске нахије Цинцар-Марка Костића. 
- Чолак-Антићи

Чолак-Антићиводе порекло од војводе крушевачке кнежине крушевачке нахије и града Крушевца Чолак-Анте Симеоновића, родом из Призрена, Косово и Метохија, Стара Србија. Породична крсна слава је Аранђеловдан — Св. Архангел Михаило.
- Пљакићи

Породица карановачког војводе Антонија Ристића прозваног Пљакић и Саве, Карађорђеве кћерке. 
- Кара-Марковићи

Породица војводе Николе Кара-Марковића из Луњевице, рудничка нахија и Саре Карађорђевић, Карађорђеве кћерке.
- Бојанићи

Породица Теодора Тоше Бојанића, барјактара војводе поп Луке Лазаревића и Саре Карађорђевић, Карађорђеве кћерке. 
- Николајевићи

Породица Константина Николајевића (1821—1877), начелника кнежеве канцеларије, капућехаје (посланика) у Цариграду и министра унутрашњих послова и просвете и Полексије Карађорђевић (1833—1914), кћерке кнеза Александра Карађорђевића и Персиде рођ. Ненадовић.
- Симићи

Породица капетана Ђорђа Симића, оца Стојана Симића и Алексе Симића и деде Ђорђа Симића.
- Симићи II.

Породица Мијаила Симића члана Главна Контрола Кнежевине Србије и председника Варошког, Теразијског и Палилулског кварта и Василија Симића председника београдског суда, апелационог судије и адвоката. Потомци кнеза Јована Симића Бобовца, председника београдског Суда.
- Гарашанин

Гарашани, пореклом Бошковићи из Бјелопавлића, воде порекло од кнеза Вукашина Бошковића (крај XVII века) чији праунук Милутин Савић Гарашанин је узео презиме Гарашанин по Гарашима у јасеничкој кнежини крагујевачке нахије, где је живела његова породица након доласка у Србију средином XVIII века. Из породице Гарашанин су два председника министарског савета (владе) Србије Илија Гарашанин и његов син Милутин Гарашанин. 
- Кнежевићи (породица)

Кнежевићи воде порекло од обор-кнеза лепеничке кнежине крагујевачке нахије Ђуке Филиповића, чији син лепенички капетан Марко Филиповић је био ожењен сестром Карађорђеве жене Јелене Петровић, рођ. Јовановић из Маслошева.
- Кнежевићи (Семберија)

Породица кнеза Иве Кнежевића из Поповића у зворничкој нахији, родом из Дворова, у Семберији у бијељинској нахији босанског пашалука. Кнез Иво Кнежевих из Семберије. После је живео у Шапцу, његов унук је Божа Кнежевић, српски филозоф.
- Грујићи

Грујићи воде порекло од војводе Вула Илића Коларца и његовог брата Грујице Илића. Њихов унук је генерал Сава Грујић, председник министарског савета, председник државног савета и посланик на страни.
- Синђелићи

Кћерка војводе Стевана Синђелића удала се за ресавског војводу Милосава Здравковића, сина Милије Здравковића, члана совјета.
- Чупићи

Чупићи, пореклом Добриловићи из Дробњака, воде порекло од војводе мачванске кнежине Стојана Чупића.
- Петровићи и Хајдук-Вељковићи

Петровићи воде порекло од војводе крајинске нахије Хајдук-Вељка Петровића и његове браће војводе крајинске нахије Милутина Петровића Ере и кнеза Миљка Петровића. 
- Стојићевићи

Стојићевићи воде порекло од војводе поцерске кнежине шабачке нахије Милоша Стојићевића Поцерца.
- Мутапџићи

Потомство војводе Лазара Мутапа. Један унук Мутапџић, официр.
- Богићевићи (породица)

Богићевићи су породица војводе јадранске кнежине Антонија Анте Богићевића, који је по кћерки госпођи Томанији Обреновић, рођ. Богићевић и унуку Милошу Обреновићу, прадеда краља Милана Обреновића. Томанија Обреновић усвојила је Косту Цинцар-Марковића. 
- Узун-Мирковићи

Бимбаша Узун-Мирко Апостоловић, заслужан за отварање београдске Сава-капије приликом заузимања Београда 1806.
- Стошићи

Војвода хомољске кнежине пожаревачке нахије (од 1811) Илија Стошић, родом из Жагубице, хомољске кнежине пожаревачке нахије. Његов унук по кћерки Милосави удатој за Стевана Протића сина пожаревачког протојереја Јосифа Момировића (пореклом са Косова а пре од Колашина) из Пожаревца је генерал Коста С. Протић, други намесник краљевског достојанства и председник 38. владе Србије. 
- Шљивићи

Војвода кнежине рамске пожаревачке нахије (од 1811) Живко Шљивић, из Брежана, нахија пожаревачка 
Војвода кнежине рамске пожаревачке нахије Јанко Шљивић, из Брежана, нахија пожаревачка, погинуо 1813. 
- Спужићи

Мачвански кнез и војвода Остоја Спуж, пореклом из Спужа, члан магистрата, родоначелник Спужића, породице из које је академик Владимир Спужић. Његов унук по кћерки Јелени је Владимир Јовановић, министар финансија, а праунук Слободан Јовановић.
- Наумовићи

Породица Наума секретара вождовог, родом из Москопоља.
- Цукићи

Цукићи воде порекло од војводе жупске кнежине крушевачке нахије Павла Цукића, који је био и један од вођа Другог српског устанка. 
- Ломићи

Ломићи се, заједно са презименима Лома, Ломовић и Ломигорић, сматрају потомцима Арсенија Ломе, познатог војводе из Првог и Другог српског устанка.
- Рајићи

Рајићи воде порекло од Атанасија — Танаска Рајића Карађорђевог првог барјактара. 
- Радојловићи

Радојловићи, пореклом Вукотићи су породица Ђорђа Радојловића, казначеја у Београду и Јелене Ристић, кћерке руског кирасирског коњичког поручника Димитрија Ристића и Стаменке Карађорђевић, Карађорђеве кћерке. Ђорђе Радојловић се оженио Јеленом Ристић, чији очух је био војвода Илија Чарапић, а мајка Стаменка Чарапић, рођ. Карађорђевић. Нису имали деце. Ђорђе је усвојио свог братанца Петра Радојловића, касније среског и окружног начелника.
- Паштрмци

Породица Симе Милосављевића Паштрмца.
- Јоксимовићи

Породица Јоксима Милосављевића, великог сердара подунавског
- Вучићи-Перишићи

Породица Томе Вучића-Перишића и митрополита Србије Мелентија Павловића.
- Кондићи

Кондићи воде порекло од Конде Бибмаше. 
- Христићи

Бимбаша Христа, из Самокова, његов брат је бимбаша Величко, родоначелник је Христића. Његов унук је Филип Христић, усвојеник митрополита Мелентија Павловића председник 17. владе Србије, посланик у Цариграду. Бимбаша Величко, из Самокова, брат бимбаше Христе, родоначелник је Величковића, прадеда Живојина Величковића, министра.
- Величковићи

Бимбаша Величко Ђорђевић, из Самокова, брат бимбаше Христе, родоначелник је Величковића, прадеда Живојина Величковића, министра..
- Урошевићи

Урошевићи воде порекло од Карађорђевог барјактара Уроша Новаковића (око 1780—1832), Жабари, лепеничка кнежина крагујевачке нахије који је први пуцао у Битки на Мишару. 
- Ракићи

Ракићи воде порекло од ваљевског кнеза Раке Тешића, попечитеља (министра) просвете. Његов унук Димитрије Мита Ракић (1846 -1890), министар финансија 1888, ожењеног кћерком Милана Ђ. Милићевића, министра просвете. Њихов син Милан Ракић, песник, дипломата, конзул. 
- Тадићи — Баба-Стакићи

Породица Бошка Тадића (1793-1852) из Ваљева, ваљевска нахија ученика Југовићеве Велике школе (1808-1813), који је био вероватно близак род, син, братанац ваљевског војводе Миливоја Тадића.

### Породице обор-кнезова и кнезова пре 1804

#### Бератлијске кнежевске породице
- Рашковићи
- Карапанџићи
- Грбовићи

#### Породице обор-кнезова
- Ненадовићи
- Чарапићи
- Лазаревићи из Свилеуве
- Бирчани
- Станојевићи
- Марковићи из Грушића
- Момировићи
- Стефановићи
- Здравковићи

#### Породице истакнутих сеоских кнезова
- Поповићи (Вранић)
- Катићи

## Породице највиших званичника Кнежевине и Краљевине Србије

### Породице местозаступника и намесника кнежевског и краљевског достојанства
Местозаступник кнежевског достојанства (1858)'
- Михаиловићи

Једини местозаступник књаза био је по посебном кнез Милошевом овлашћењу до његовог повратка у земљу 1858. господар Стеван Стевча Михаиловић, председник државног савета, председник министарског савета,
Намесништво кнежевског достојанства (1839)
- Обреновићи

Први намесник кнежевског достојанства за малолетног кнеза Михаила 1839. био је господар Јеврем Обреновић, брат Кнеза Милоша.
- Вучић-Перишићи

Породица господара Томе Вучића Перишића, намесник кнежевског достојанства 1839, некадашњег Карађорђевог телохранитеља, родом из Вучковца, гружанска кнежина крагујевачке нахије, син Стеван ожењен унуком Стевана Добрњца. Вучићев брат од стрица митрополит Србије Мелентије Павловић, чији потомак по мајци Милан Стојадиновић, председник владе.
- Петронијевићи

Породица Аврама Петронијевића, намесника кнежевског достојанства.
Намесништво кнежевског достојанства (1868)
После смрти кнеза Михаила образовано је намесништво у саставу Јован Мариновић, председник државног савета, Милојко Лешјанин, министар правде и Ђорђе Петровић, председник Касационог суда. Кнежвски намесници, после неколико месеци замењени су другим личностима. 
- Мариновићи

Мариновићи су породица Јована Мариновића, намесника кнежевског достојанства, председника министарског савета, министра, дугогодишњег краљевског посланика у Паризу. 
- Лешјанин

Лешјани су породица Милоја Лешјанина, намесника кнежевског достојанства, министра правде.
- Петровићи

Петровићи су породица Ђорђа Петровића, намесника кнежевског достојанства, председника Касационог (Врховног суда).
Намесништво кнежевског достојанства (1868)
- Блазнавци

Породица генерала Миливоја Блазнавца, првог намесника кнежевског достојанства и Катарине Константиновић, кћерке Анке Константиновић, рођ. Обреновић и унуке господара Јеврема Обреновића.
- Ристићи (Хаџи-Томини, Хаџитомићи)

Породица Јована Ристића, намесника кнежевског достојанства и намесника краљевског достојанства.
Намесништво краљевског достојанства
- Ристићи (Хаџи-Томини, Хаџитомићи)

Породица Јована Ристића, намесника кнежевског достојанства и намесника краљевског достојанства. 
- Протићи (Баба-Стакићи)

Породица генерала Косте Протића, намесника краљевског достојанства. 
- Бели-Марковићи (Баба-Дудићи)

Породица генерала Јована Бели-Марковића, намесника краљевског достојанства.

### Породице председника влада Србије и других највиших званичника
У овом делу списка налазе се породице председника Влада Србије од 1805. до сада 1918. године, као и других највиших државних званичника.
- Протићи

Јован Протић, вд. председник, 1805, Ђорђе Протић, председник, 3. мај — 26. август 1842 
- Ненадовићи

Прота Матеја Ненадовић, први председник, 1805-1807, војвода Јаков Ненадовић, први попечитељ/министар унутрашњих послова
- Миловановићи из Ботуње

Војвода Младен Миловановић, председник, 1807-1811
- Петронијевићи

Аврам Петронијевић, председник (три пута), 14. фебруар 1839 — 3. мај 1840, 26. август — 24. септембар 1843, 29. септембар 1844 — 10. април 1852. 
- Јанковићи (породица)

Паун Јанковић од 26.4. 1840. заступник.
- Симићи

Алекса Симић, председник (три пута), 24. септембар 1843 — 29. септембар 1844, 14. март 1853 — 16. децембар 1855, 16.9. 1856-19. јуни 1857, Ђорђе Симић, председник (два пута), 21. јануар 1894 — 21. март 1894, 17. децембар 1896 — 11. октобар 1897. 
- Гарашанин

Илија Гарашанин, председник (два пута) 13. април 1852 — 14. март 1853, 9. децембар 1861 — 3. новембар 1867, министар унутрашњих послова, министар иностраних послова, Милутин Гарашанин, председник, 7. фебруар 1884 — 1. јун 1887. 
- Рајовићи Грујићи

Цветко Рајовић, председник, 6. април 1859 — 27. октобар 1860. 
- Христићи (Хаџи-Томини)

Филип Христић, председник, 27. октобар 1860 — 9. октобар 1861. 
- Ристићи (породица) (Хаџи-Томини)

Јован Ристић, краљевски и кнежевски намесник, председник (четири пута), 3. новембар 1867 — 21. новембар 1867, 2. април 1873 — 22. октобар 1873, 1. октобар 1878 — 21. октобар 1880, 1. јун 1887 — 19. децембар 1887, министар иностраних послова, председник Српске краљевске академије, данас САНУ) 
- Христићи (Николини) Вучић-Перишићи

Никола Христић, председник (четири пута), 22. новембар 1867 — 21. јуни 1868, 21. септембар 1883 — 7. фебруар 1884, 14. април 1888 — 21. фебруар 1889, 15. октобар 1894—25. јун 1895, Коста Христић, министар правде, 1897—1899) 
- Милојковићи (Хаџи-Томини)

Радивоје Милојковић, председник, 17. јули 1869 — 10. август 1872, министар правде 1875.
- Блазнавци

Миливоје Блазнавац, председник, 10. август 1872 — 2. април 1873.
- Мариновићи (Анастасијевићи)

Јован Мариновић, председник, 22. октобар 1873 — 25. новембар 1874. 
- Стефановићи

Данило Стефановић, председник, 22. јануар 1875 — 19. август 1875.
- Михаиловићи

Стевча Михајловић, једини местозаступник кнеза, председник (два пута), 19. август 1875 — 26. септембар 1875, 24. април 1876—7. децембар 1876. 
- Пироћанци

Милан Пироћанац, председник, 21. октобар 1880 — 21. септембар 1883, министар правде, 1880—1881.
- Протићи (породица) Баба-Стакићи

Генерал Коста Протић, председник, 21—22. фебруар 1889. 
- Грујићи

Генерал Сава Грујић, председник (пет пута), 19. децембар 1887 — 14. априла 1888, 22. фебруар 1889 — 11. фебруар 1891, 23. новембар 1893 — 12. јануар 1894, 21. септембар 1903 — 27. новембар 1904, 1. март 1906 — 17. април 1906, дугогодишњи председник Државног савета. 
- Пашићи

Никола Пашић, председник (шест пута) и председник министарског савета Краљевине СХС (три пута), 11. фебруар 1891—9. август 1892, 27. новембар 1904 — 16. мај 1905, 17. април 1906 — 30. мај 1907, 30. мај 1907 — 7. јул 1908, 11. октобар 1909 — 25. јун 1911, 30. август 1912 — 7. децембар 1918.
- Авакумовићи (Баба-Дудићи)

Јован Авакумовић, председник (два пута), 9. август 1892 — 1. април 1893, 29. мај 1903 — 21. септембар 1903, министар правде, 1880, 1887.
- Новаковићи,  Кујунџићи,

Стојан Новаковић, председник, 25. јун 1895 — 17. децембар 1896, 11. фебруар 1909—11. октобар 1909, министар иностраних послова. 
- Ђорђевићи (Леко)

Пук. др Владан Ђорђевић, председник, 11. октобар 1897 — 12. јул 1900. 
- Велимировићи

Петар Велимировић, председник, 7. октобар — 7. новембар 1902, 7. јул 1908 — 11. фебруар 1909.
- Цинцар-Марковићи

Генерал Димитрије Цинцар-Марковић, председник, 7. новембар 1902 — 29. мај 1903, др Александар Цинцар-Марковић, министар иностраних послова Краљевине Југославије 5.2.1939-26.8.1939, 26.8.1939. 27.3.1941.
- Миловановићи (породица) (Анастасијевићи )

Милован Миловановић, председник, 25. јун 1911 — 18. јун 1912, министар правде, 1908, Ђорђе Ђоша Миловановић, министар правде, 1875, 1896—1897.
- Трифковићи вид. Цинцар-Јанковићи,

Марко Трифковић, председник, 18. јун 1912 — 30. август 1912, министар правде, 1907—1908., 1912.
- Радичевићи
- Грујићи (Даросава)

Јеврем Грујић, министар правде 1876—1878., министар унутрашњих послова и др.
- Лешјанин

Рајко Лешјанин, министар правде 1868, генерал Милојко Лешјанин, министар војни, начелник генералштаба.
- Цукићи

Др Коста Цукић, министар финансија.
- Жујовићи

Пуковник Младен М. Жујовић, управник Београда, др Јован Жујовић, министар иностраних послова и просвете, председник Српске краљевске академије.
- Лозанићи Вучић-Перишићи Вељковићи

Др Сима Лозанић, академик, председник САНУ, министар иностраних послова.
- Вељковићи

Пуковник Јован Вељковић, попечитељ правосуђа, Стојан Вељковић, министар правде, 1871—1873., 1879—1880., Војислав Вељковић, министар финансија) 
- Богићевићи,

Милан Богићевић, министар правде, 1874—1875., Милош Богићевић управник Београда, Михаило Богићевић, председник београдске општине
- Матићи вид. Чолак-Антићи

Димитрије Матић, министар правде, 1878—1879. 
- Маринковићи

Димитрије Маринковић, министар правде, 1884—1885., др Војислав Маринковић, министар иностраних послова Краљевине СХС и Југославије)
- Величковићи

Живојин Величковић, министар правде, 1892—1893.
- Тодоровићи

Велимир Тодоровић, министар унутрашњих послова, 1902-1903.
- Јовановићи
- Кумануди

Костантин Кумануди, министар финансија, председник београдске општине
- Карабиберовићи (Баба-Дудићи)

Живко Карабиберовић, председник београдске општине, гувернер Народне банке

## Породице трговаца, финансијера, задужбинара и добротвора
Породице великих трговаца пре 1804
- Чаркаџије — Чаркаџић

Породица Николе Чаркаџије, можда најбогатијег српског трговца уочи 1804. Пореклом из Прњавора, трговали су у Шапцу и Сремској Митровици
- Тркићи

Породица Томе Тркића, једног од најистакнутијих трговаца пре 1804. Пореклом из Зворника, доселили се у Шабац, где су водили послове. Прешли у Сремску Митровицу 1805, наставили да воде послове из Шапца од 1806. Јован Тркић био председник општине Шабац (варошки кмет). 
- Миловановићи из Ботуње

Младен Миловановић је пре 1804. био дуг годишњи успешан трговац стоком. 
- Наумовићи

Наум Крнар је трговао у Београду пре 1804. 
- Бајићи

Бајићи и Хаџи-Бајићи из Сремске Митровице и Земуна трговали са Србијом на велико. 
- Хаџи-Тома

Михаило Хаџи-Тома и његов брат Јован трговали са Србијом из Земуна. У Земуну су имали почетком XVIII века више некретнина, између осталих и кафане, као што је „Код дивљег човека“, где је 1806. уочи заузимања Београда, одсео неколико дана војвода Цинцар Јанко. Власник ове кафане био је Јован Хаџи-Тома из Мелника. Њихов братанац Хаџи-Тома Опулос. 
- Милутиновићи

Урош Милутиновић трговао из Земуна на велико са Србијом.
Породице велетрговаца после 1815
- Топаловићи

Кнез гружански Петар Топаловић, књаз Милошев пословни ортак. 
- Анастасијевићи

Породица капетан Мише Анастасијевића. 
- Магазиновићи

Магазиновићи пореклом из Херцеговине. 
- Спасићи

Породица Николе Спасића
- Коларци

Породица Илије Милосављевића Коларца, пореклом из Колара.
- Ћеловићи

Породица Луке Ћеловића, пореклом из Херцеговине. Лука Ћеловић се није женио. 
- Јанићи

Јанићи су породица Голуба Јанића, његовог оца Самуила Јанића и жене Босиљке Јанић. Јанићи су били велетрговци и рентијери, пореклом из Маврова. Њихова задужбина је хотел Балкан на Теразијама. 
- Миленковићи

Породица Персиде Миленковић, чија задужбина је црква манастира Ваведење на Сењаку и Математичка гимназија у Београду.
- Каленићи

Породица Влајка Каленића из Београда. 
- Влајковићи

Породица пуковника Ђоке Влајковића
- Крсмановићи

Браћа Крсмановићи, пореклом са Баније.
Београдске и земунске породице пореклом из Македоније, Албаније и Старе Србије
- Германи (породица)

Породица Михаила и Ђорђа Герман (Разлоглија), пореклом су из Разлога. 
- Наумовићи

Породица Наума Крнара. 
- Карамате

Карамате су српска породица српско-цинцарског порекла, која од XVIII века живи у Земуну. 
- Кумануди

Кумануди су српска породица грчког порекла из које је Константин Кумануди, министар финансија и председник београдске општине. 
- Хадије

Породица Константина Хадије. 
- Хаџи-Томини

Породица Хаџи-Томе. 
- Кики

Кики су српска породица цинцарског порекла. 
- Леко

Леко је српска породица цинцарског порекла из које су Марко Леко, Димитрије Леко и др. 
- Антула

Антуле су српска породица цинцарског порекла.
- Пачу

Пачу (српска породица цинцарског порекла)
Породица Лазара Пачуа, министра финансија Краљевине Србије у време Првог светског рата. 
- Пешике

Породица Пешика је цинцарског порекла. Звала се Дука Пешика, касније само Пешика. Дошла је у Београд из Клисуре 1790. године. 
- Данићи

Дани (Данићи) су српска породица српско-цинцарског порекла.
- Рошу

Рошу је српска породица цинцарског порекла. 
- Теокаревићи

Теокаревићи су српска породица цинцарског порекла.
Београдске породице досељене током XIX века
- Пилетићи

Пилетићи су породица сердар Јола Пилетића, који се након сукоба са књаз Николом, преселио са породицом у Србију у Ниш. 
- Викторовићи

Викторовић (српска породица пољског порекла)
- Јовановићи Сњећиви

Сњећиви — Јовановић (Чешка)
Породица Јана Сњећивог ((чеш. Jan Křtitel Snětivý, 1811-1892) и Катарине рођ. Нахлик ((чеш. Kateřina Náhlík, 1814—1892) који су се у Београд доселили 1857. године. Пошли су 1852. године из места Бохданеч (чеш. Bohdaneč) у источној Чешкој, тада Аустроугарска, и успут се заустављали у Буковици крај Слатине (Славонија) и Сентомашу (дан. Србобран). Јан се у Београду бавио столарским занатом, између осталог је радио столарију у кући Хрисанте Кумануди у Кнез Михајловој улици, данас споменик културе. Подигао је породичну кућу у Немањиној улици која је и даље у власништву породице.
Са Јаном и Катарином су из Чешке пошла и њихова деца: четири кћерке и један син. Три кћерке су се удале - две у Београду (Даринка-Терезија удата Видић, види Цинцар-Јанковићи, и Елеонора-Ленка удата Милошевић), а једна у Тителу (Емилија удата Сестрич). Четврта, Божена, је остала неудата и била професорка у Београду, где је и умрла.
Син Бохумил (чеш. Bohumil, 1839-1924) је 1870-их година примио име Богољуб Јовановић и оженио се Емилијом Димић (1860-1924) из Новог Сада, која је потицала из учитељске породице а и сама до удаје радила као учитељица у Крагујевцу. Богољуб је био управник државне статистике и члан Српског Ученог Друштва. Богољуб и Емилија су имали синове Бранка и Драгослава (1886-1939, ректор Београдског универзитета 1936-1939) и кћерку Милицу. Драгослав се оженио Милицом Стајић из Бијељине, и са њом имао синове Богољуба (1924-, сликар) и Десимира и кћерку Милу.
- Дероко

Породица Дероко пореклом је из Дубровника.
- Мијалчићи

Породица јеврејског порекла која је у Србију дошла из Аустроугарске. У Сремске Карловце први је дошао Душан Мијалчић 1837. године са своја четири сина и две ћерке. Седамдесетих година XIX века селе се у Београд. Породица Мијалчић је позната по томе што је дала једног генерала и 3 пуковника војсци Краљевине Србије за време Балканских ратова и Првог светског рата као и по томе што је током XIX и XX века ишколовала бројне официре на војној академији у Београду. У сродству су са Београдским породицама Леко и Пијаде.
- Мирковићи
- Бајлони

Породица која је у Србију дошла из Чешке, пореклом Италијани. У Србију је дошао Игњат Бајлони — 1885. године, његов син био је Јаков Бајлони, а унук Игњат Ј. Бајлони Млађи — гувернер Народне банке.
- Шафарик
- Покорни
- Панчићи
- Валожићи
- Маргетићи

Пореклом из Дубровника. 
- Ђаја

Пореклом из Дубровника.
- Бан

Пореклом из Дубровника. 
- Војиновићи

Породица кнеза Ива Војиновића из Дубровника. 
- Пуцићи

Породица грофа Меда Пуцића из Дубровника.